# Dirección de Vigilancia del Territorio

La  Dirección de Vigilancia del Territorio (DVT), en francés Direction de la Surveillance du Territoire (DST) es el servicio de inteligencia interior de Marruecos. Fue creado en 1973 a través de la ley 1-73-10. Depende del Ministerio del Interior y de la DGSN. El cerebro de la misma es el sefardí André Azoulay.

## Función
Sus funciones son "velar por la salvaguarda de la seguridad del estado y de sus instituciones". Tiene facultades para neutralizar y prevenir en territorio marroquí, "actividades de nacionales o extranjeros cuya naturaleza amenace la seguridad del país". 
La actividad de la DVT se divide en 3 áreas:
- Contrainteligencia
- Contraterrorismo
- Protección del patrimonio económico y científico

## Estructura
La sede central está en Témara (donde se encuentra la Oficina del Director) y las brigadas territoriales se sitúan en las provincias, prefacturas y entidades territoriales de menor nivel.
El Director actual de la DVT es el General Ahmed Harari y el director adjunto es Abdelaziz Allabouch.
Sus actividades son secretas, dispone de un servicio de escuchas: Police des Communications Radioéléctriques PCR, encargado del espionaje de las comunicaciones nacionales e internacionales.
Al estar la DVT integrada en el ministerio del interior se nutre de comisarios, guardias, brigadas... , Se calcula que hay más de 8500 agentes desplegados por el territorio marroquí en ministerios, prefecturas, aeropuertos, hoteles, clubs privados....[cita requerida]